# Вудвиль, Ричард Кейтон
Ричард Кейтон Вудвиль (англ. Richard Caton Woodville, 7 января 1856, Лондон — 17 августа 1927, там же) — английский художник, график, журналист и автор иллюстраций, представитель Дюссельдорфской художественной школы.

## Биография
Родился в семье американского художника из Балтимора — Ричарда Кейтона Вудвиля (Старшего) , который переехал и сделал карьеру в Европе. Пошел по стопам отца, поступил учиться в художественную школу в Дюссельдорфе, позже продолжил обучение в Париже, учился у Вильгельма Кампхаузена, Эдуарда фон Гебхардта и Жана-Леона Жерома.

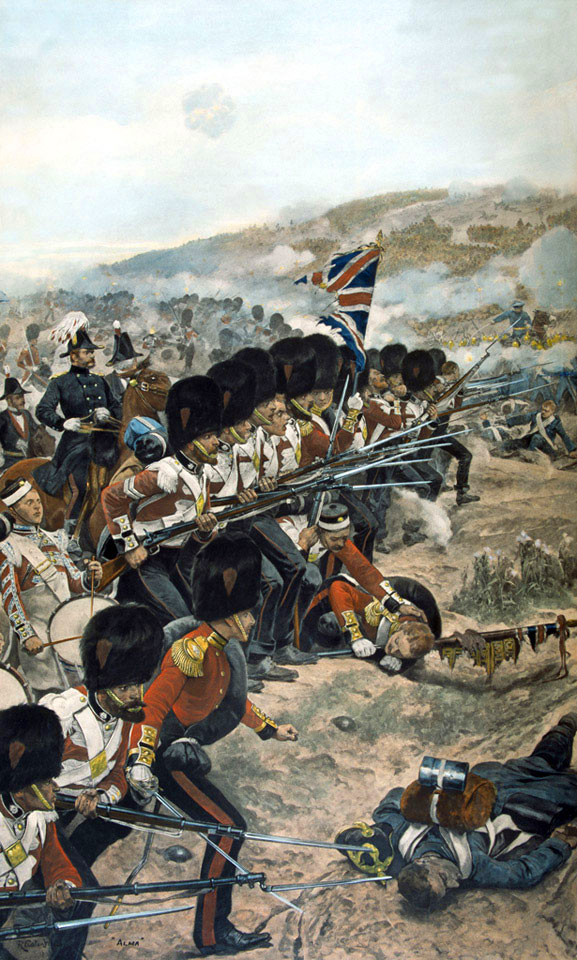
Наступающая линия британской пехоты в битве на река Альме, Крымская война.

Ричард Кейтон Вудвиль работал в качестве журналиста, репортёра в ряде печатных изданий Британии. Является автором интересных иллюстраций в The Illustrated London News, сотрудничал с журналами Cornhill Magazine, Strand Magazine и Tatler.
Стал широко известен, как автор батальных полотен, на которых изображал сцены войн и сражений, непосредственным очевидцем которых был он сам, в частности русско-турецкой войны (1877-1878), будучи на полях сражений в качестве репортёра The Illustrated London News. В 1882 году им было сделано большое количество набросков и эскизов боевых действий в ходе англо-египетской войны и проведено фотографирование решающего сражения между англо-индийскими войсками и армией Араби в районе города Тель-эль-Кебир для своего друга художника—баталиста Альфонса де Невиля. Большим интересом у публики пользовались полотна художника на тему Второй англо-афганской, англо-бурской (1899-1902) и первой мировой войн.
Ричардом Кейтоном Вудвилем создан ряд исторических картин, среди прочих, наполеоновских войн.
Картины Вудвиля экспонировались в Королевской академии художеств и Общества изобразительных искусств.
В настоящее время работы Ричарда Кейтона Вудвиля находятся в коллекциях многих музеев мира, в частности, в Музее национальной армии в Лондоне, галерее Тейт, картинной галерее Уолкера и Королевской Академии художеств, коллекции королевской британской семьи и в королевском дворце Мадрида, Вест-Пойнте (США), многих частных коллекциях и др.

## Избранные батальные произведения

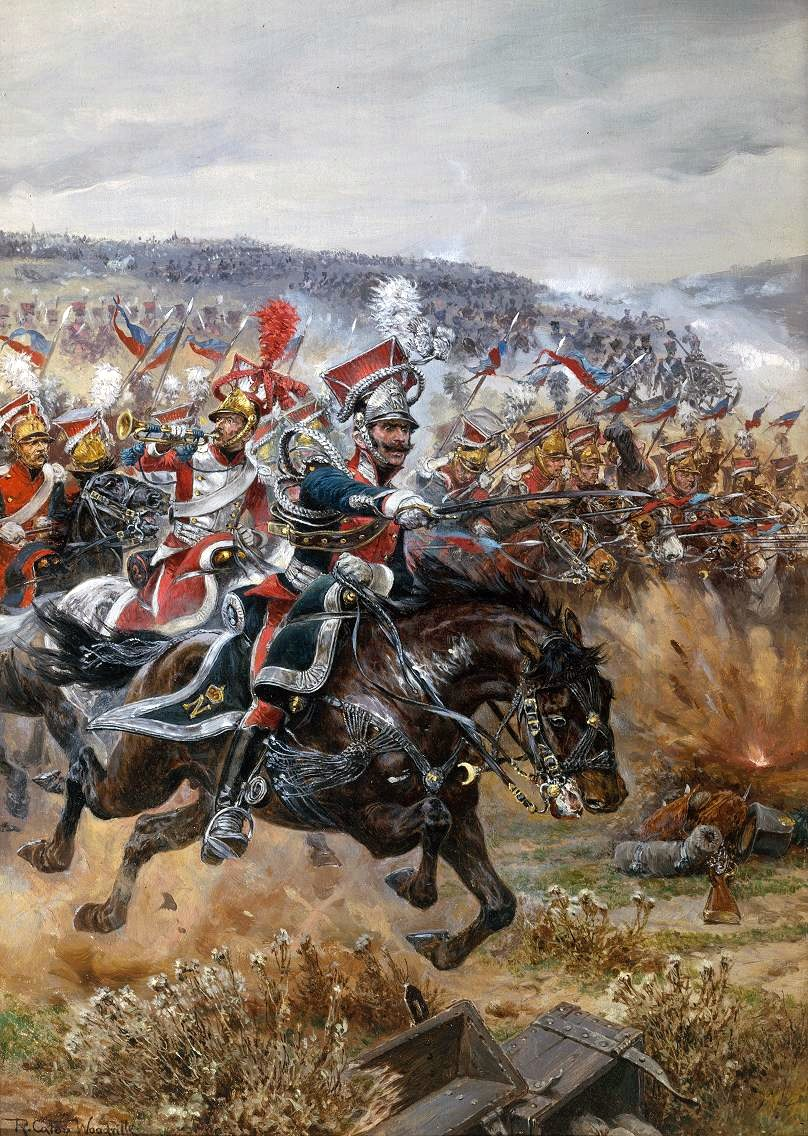
«Последняя атака Юзефа Понятовского при Лейпциге».
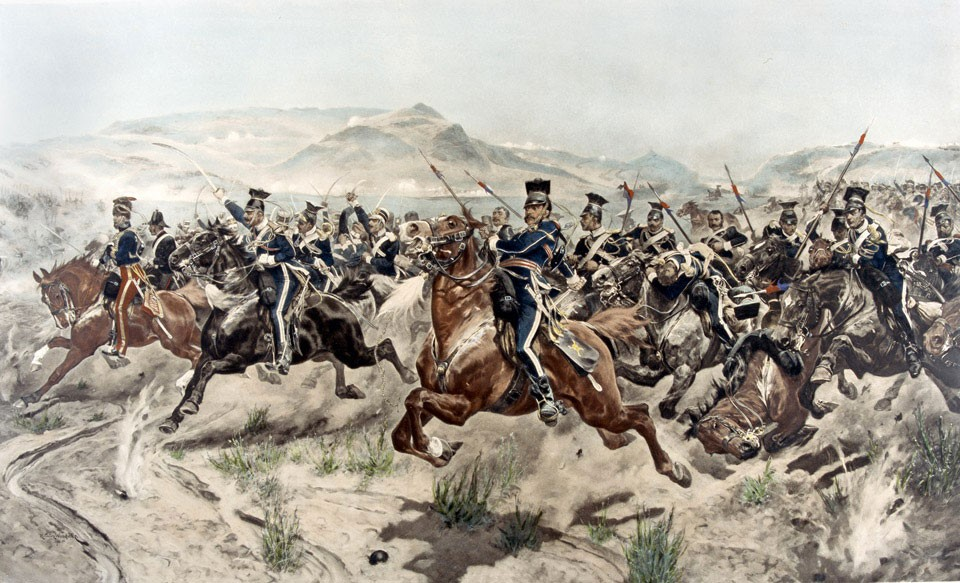
«Атака легкой бригады».
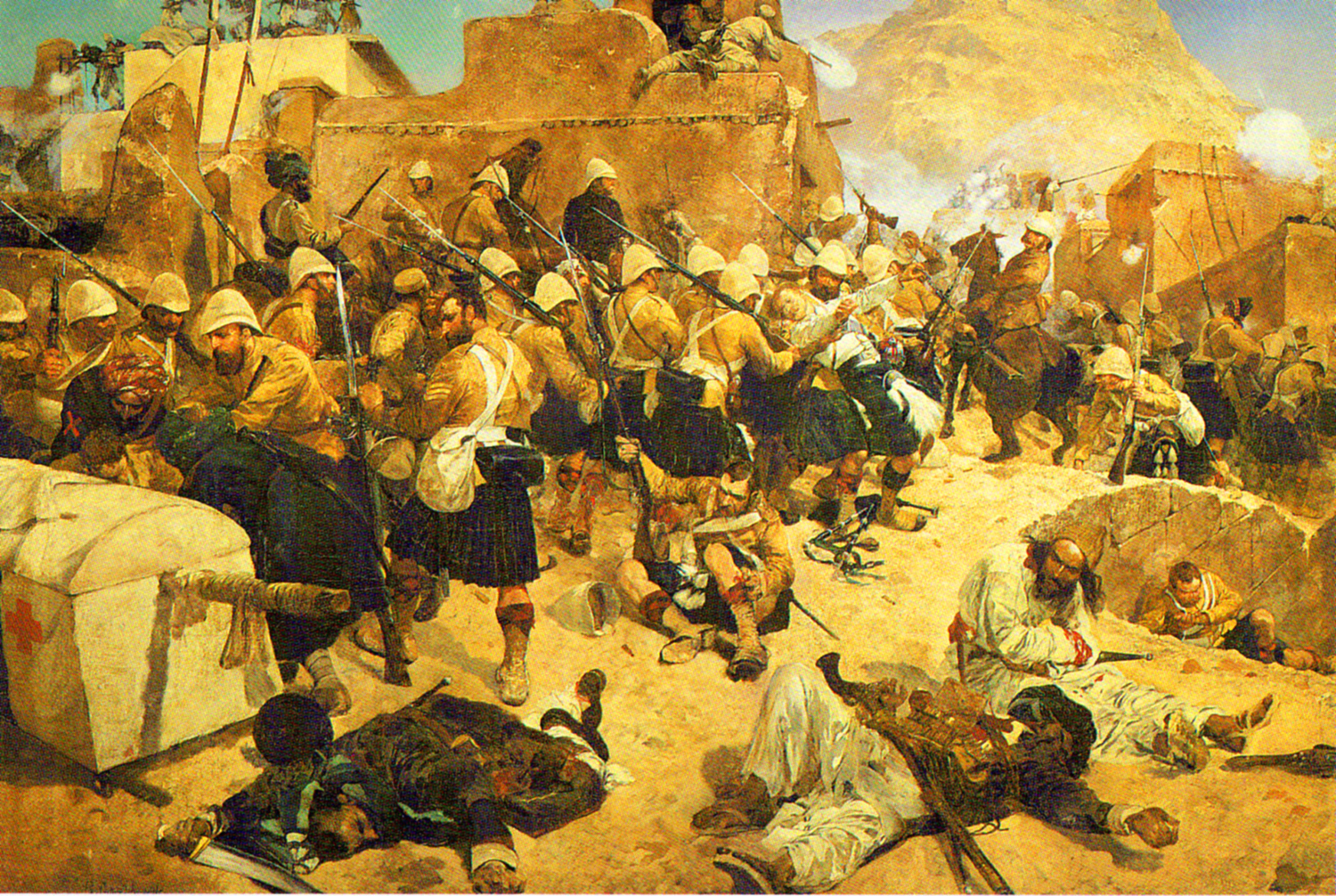
«Битва в Афганистане».
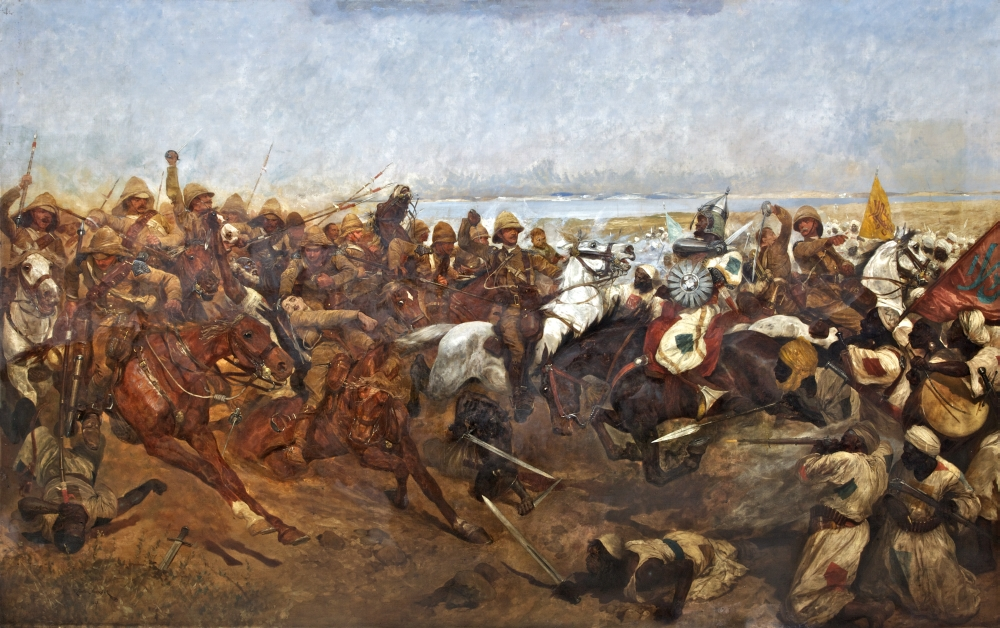
«Атака 21 уланского полка в битве при Омдурмане», 1898 г.
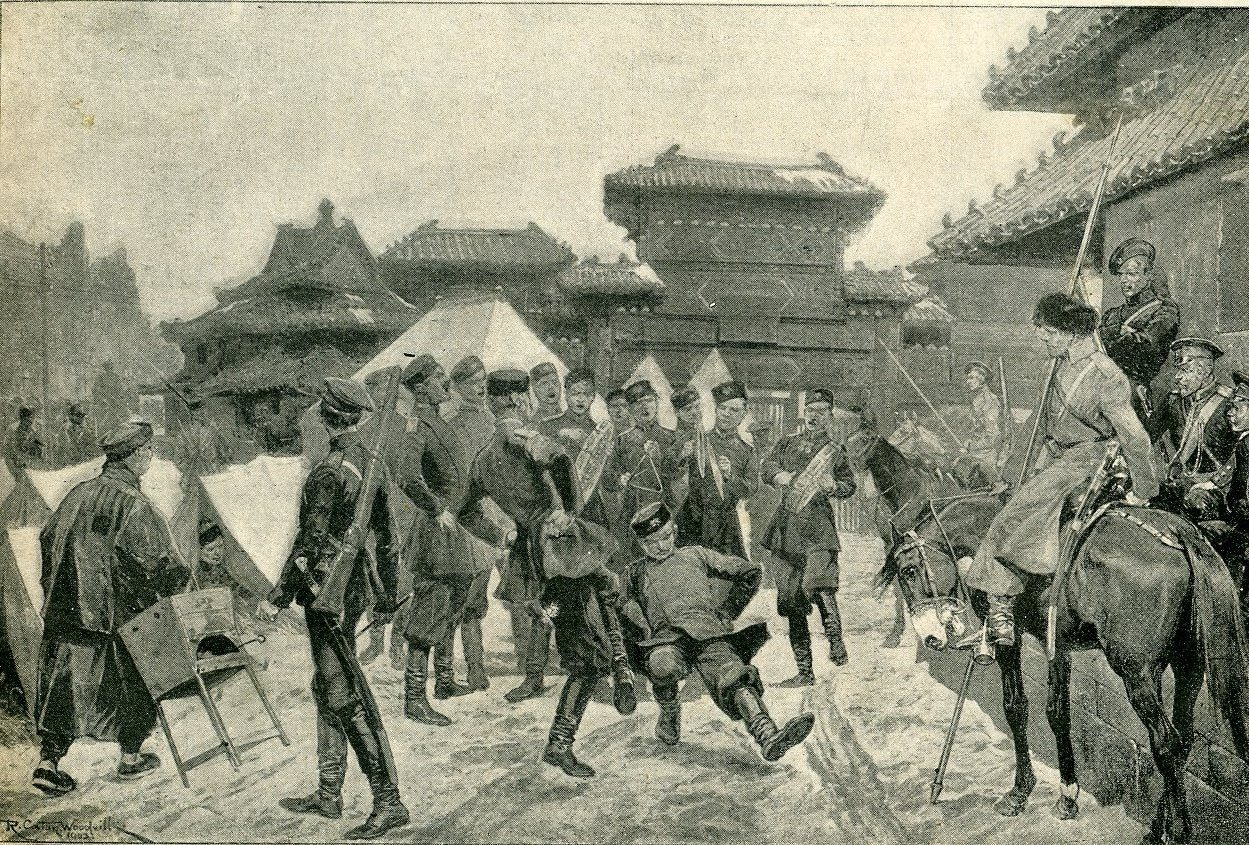
«Русский танец», 1904 год.
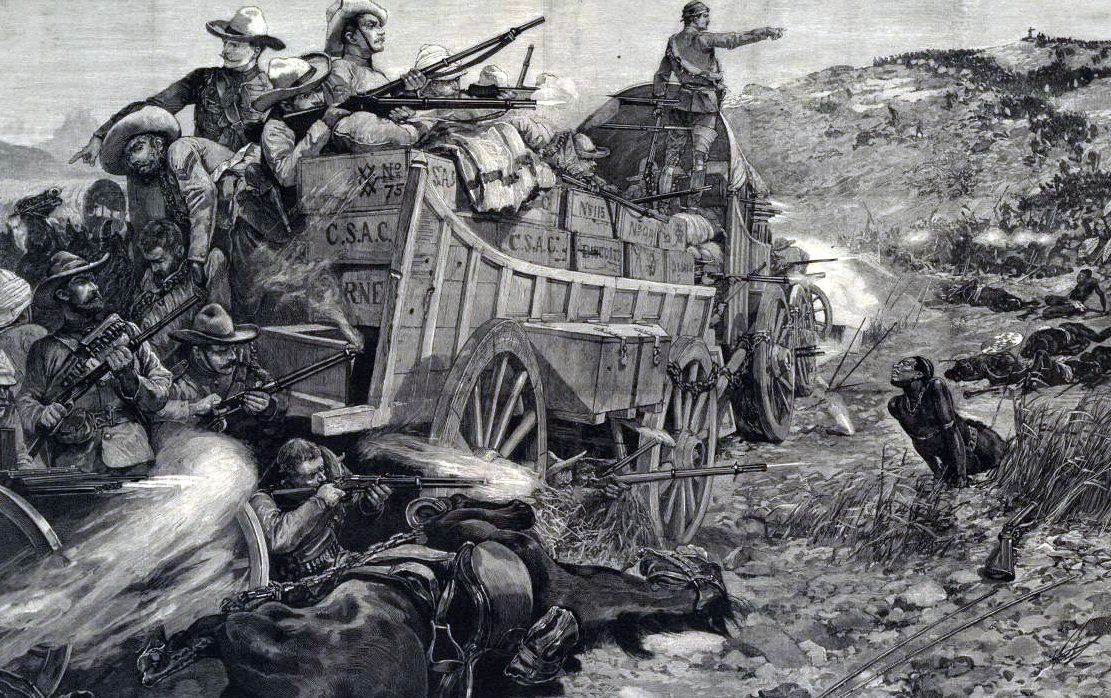
«Битва при Шангани».
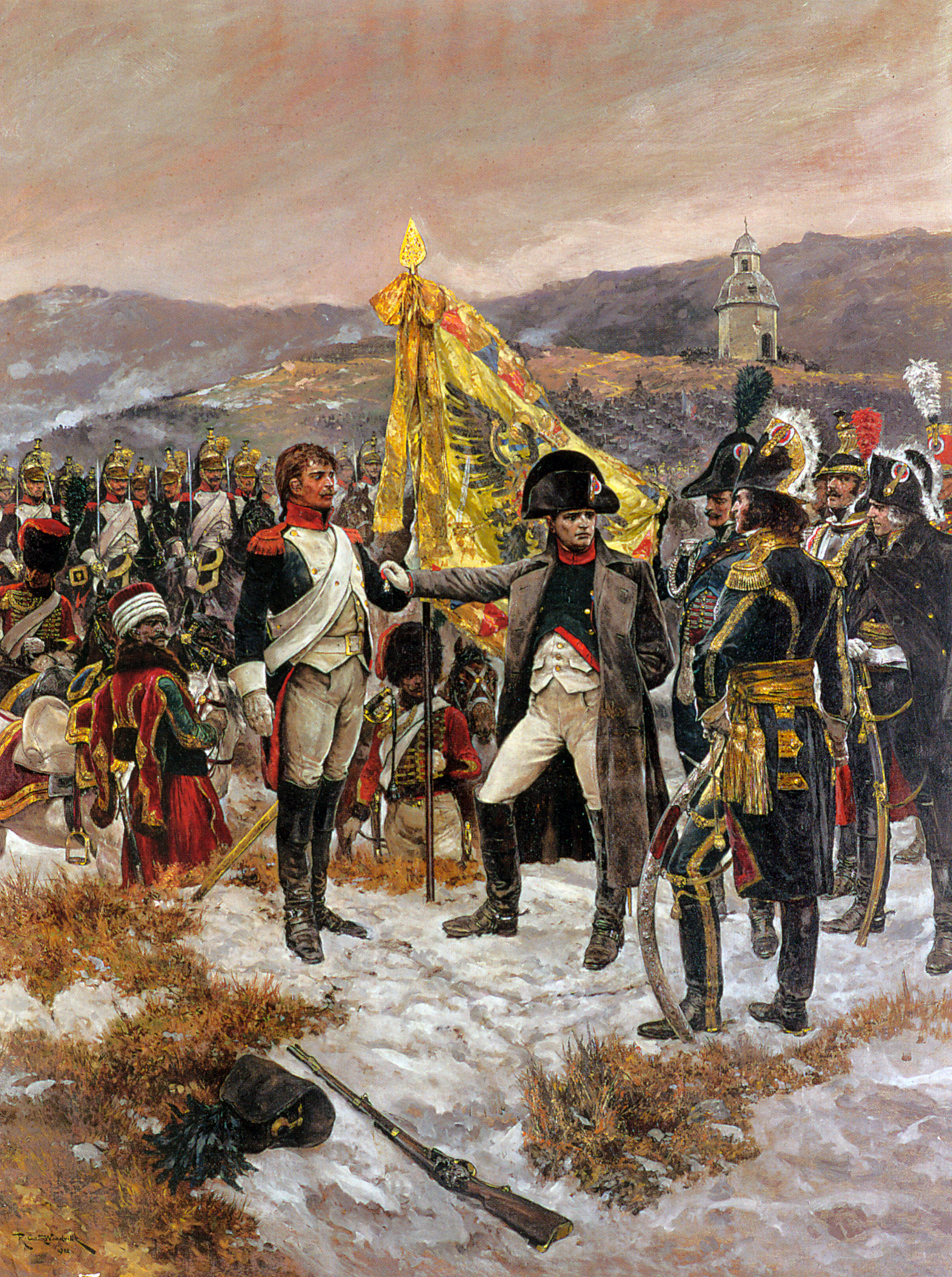
«Крест Почётного легиона».
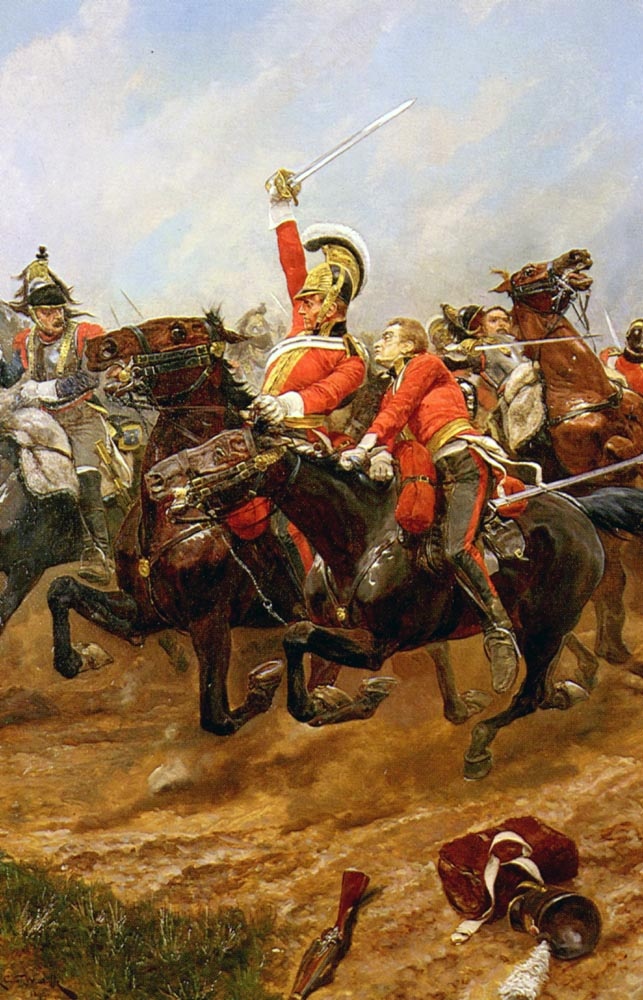
«Атака лейб-гвардейцев в битве при Ватерлоо».
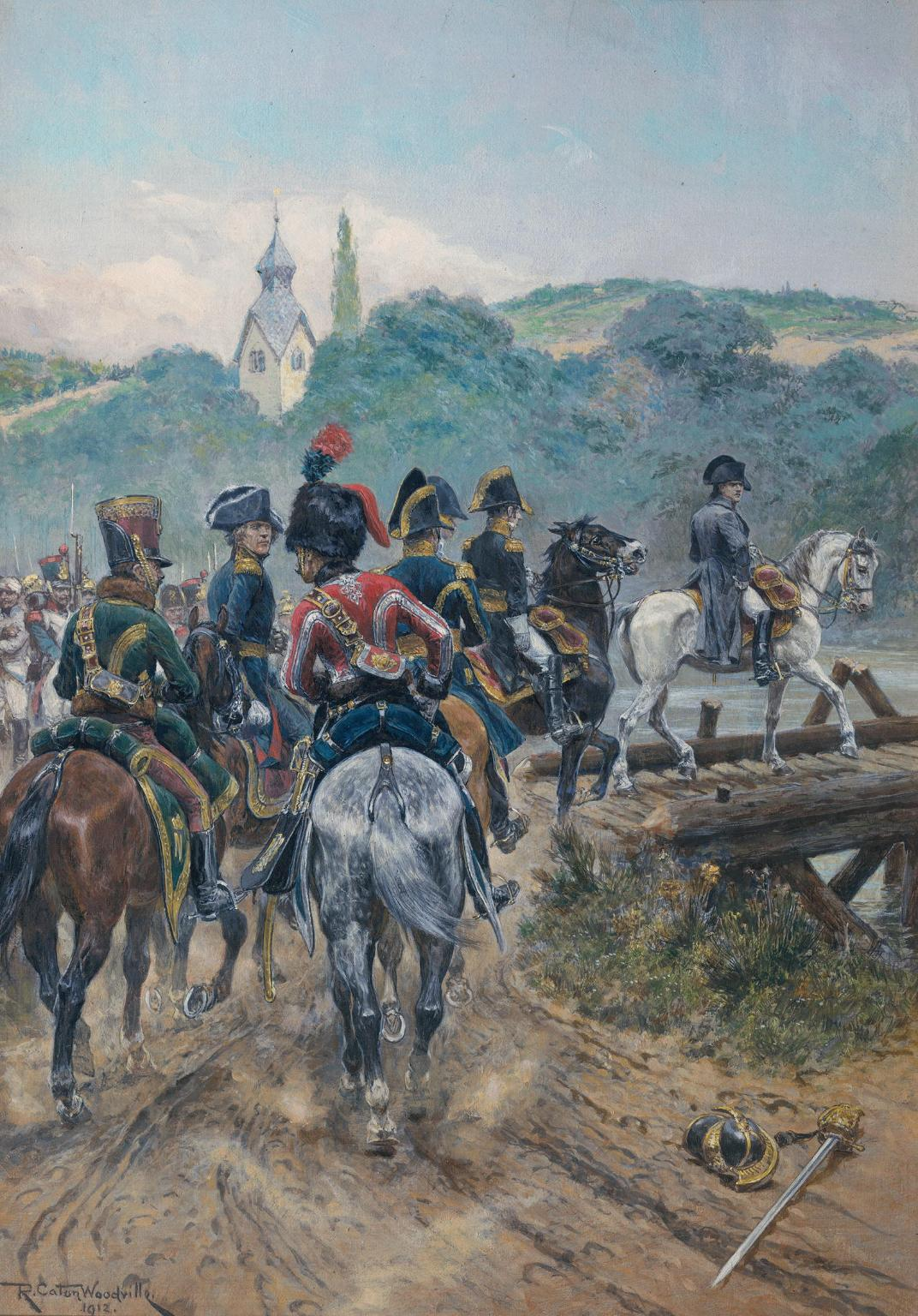
«Наполеон в 1809 году переезжает через мост на остров Лобау».
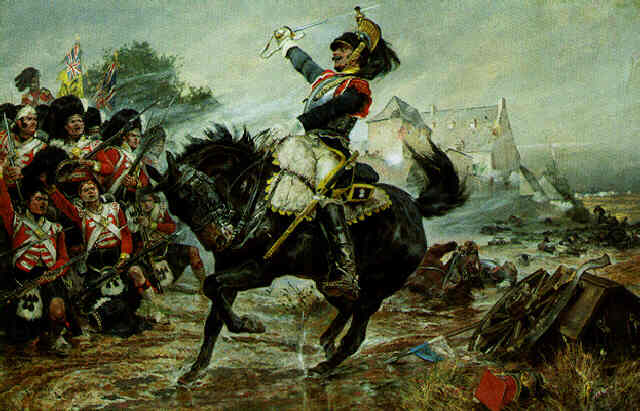
«Последняя атака». Французский кирасир перед каре хайлендеров в битве при Ватерлоо.
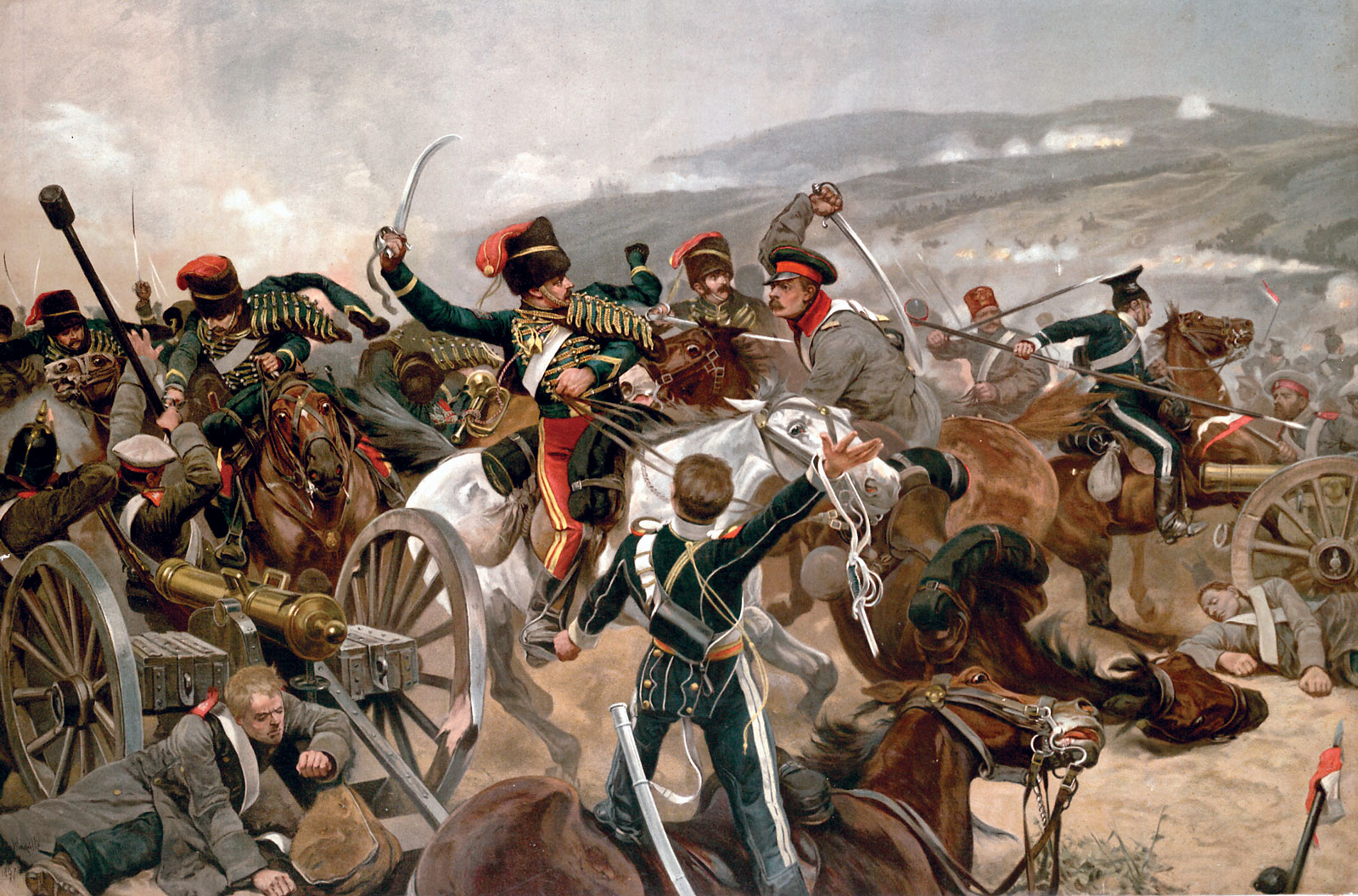
«Лёгкая бригада при Балаклаве».
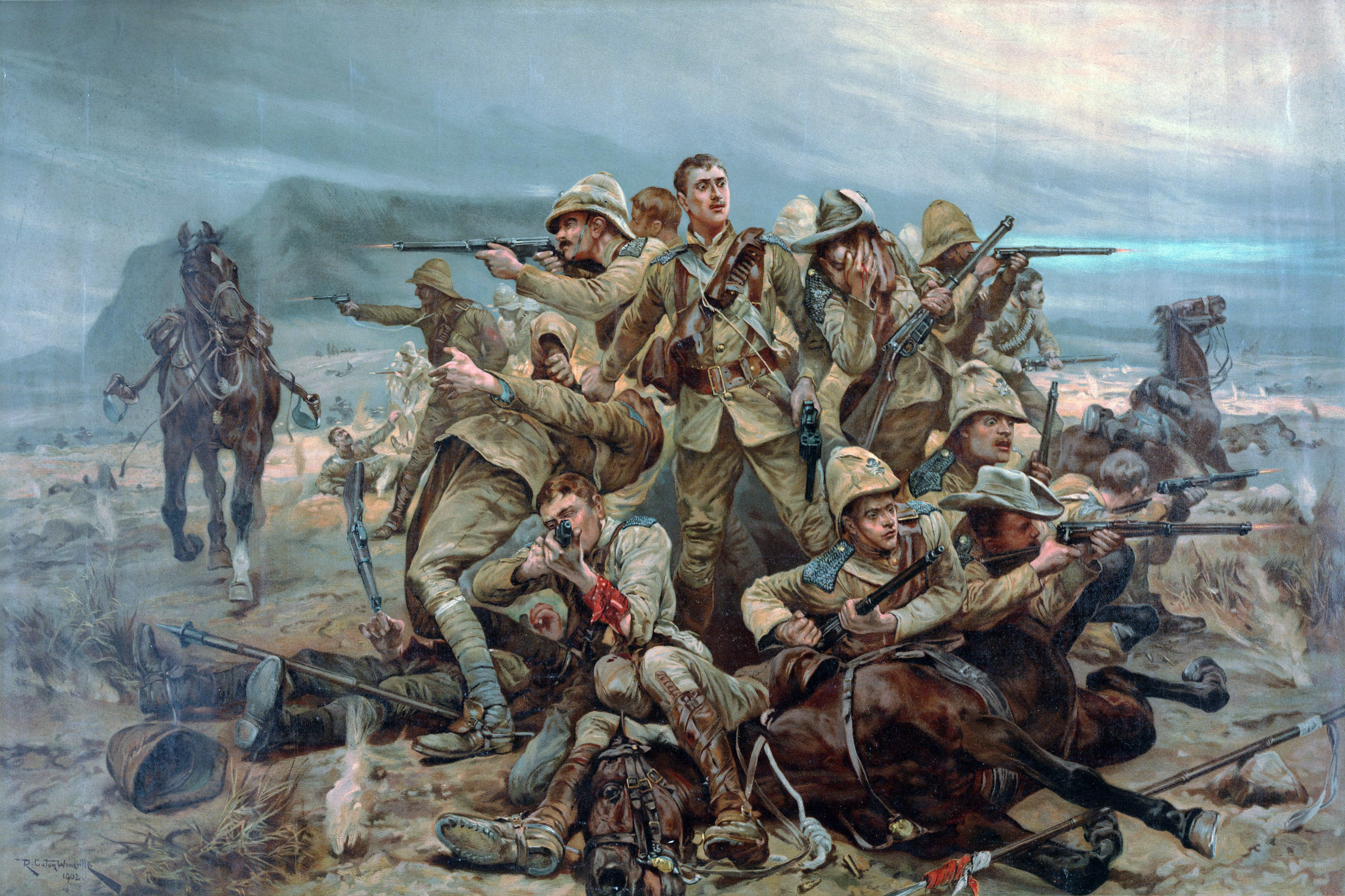
«Всё, что от них осталось». Британский 17-й уланский полк в битве на реке Эландс в ходе Второй англо-бурской войны.
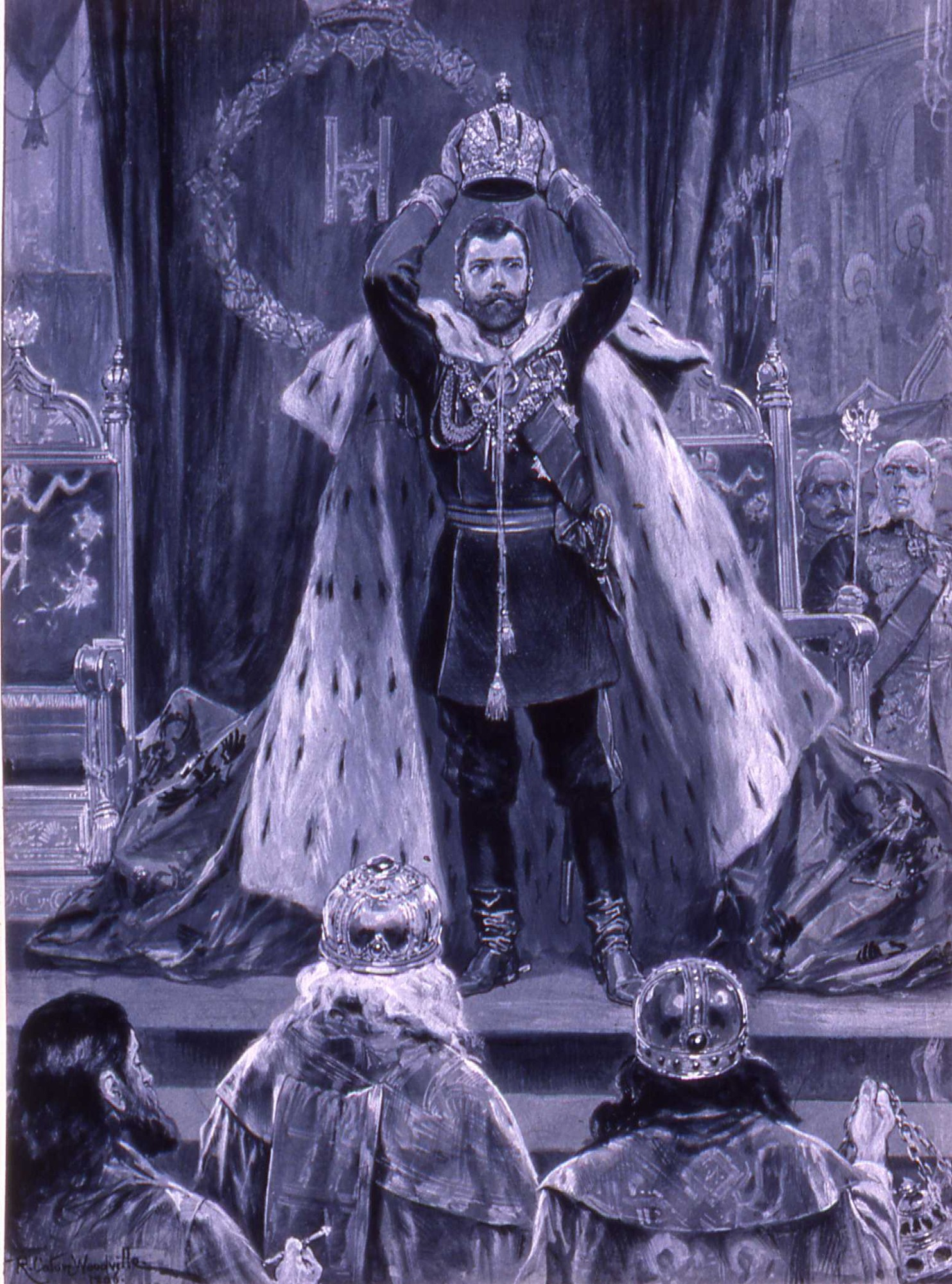
«Коронация царя Николая II».
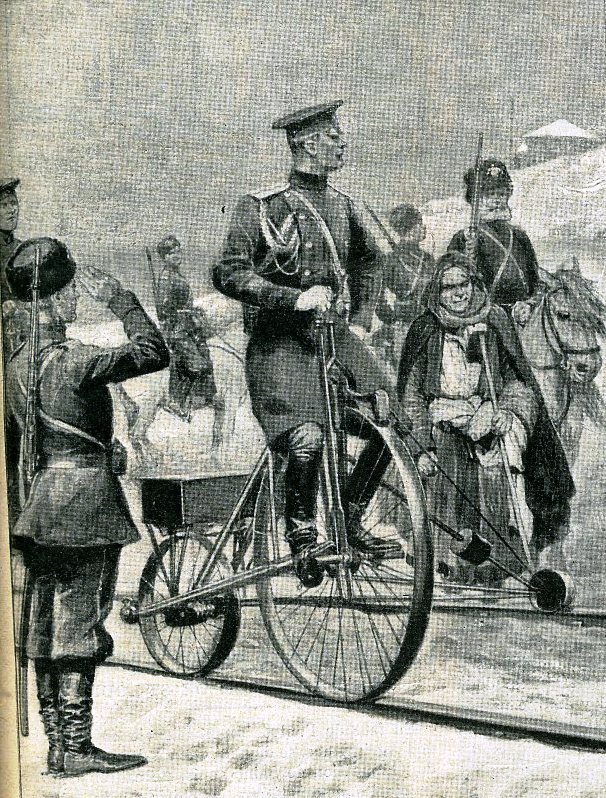
«Эпизод на Транссибирской магистрали».
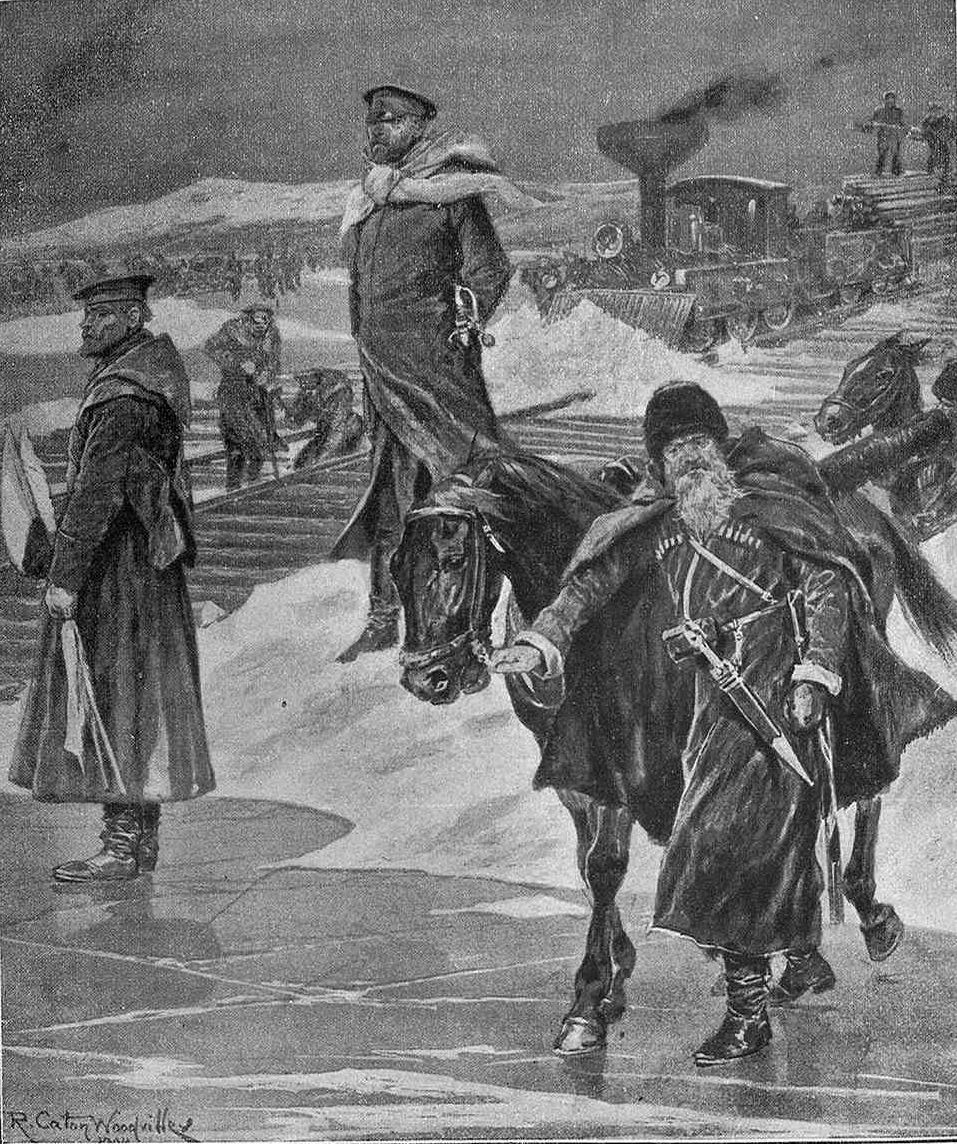
«Русская временная железная дорога, проложеная по льду замёрзшей реки», 1903.
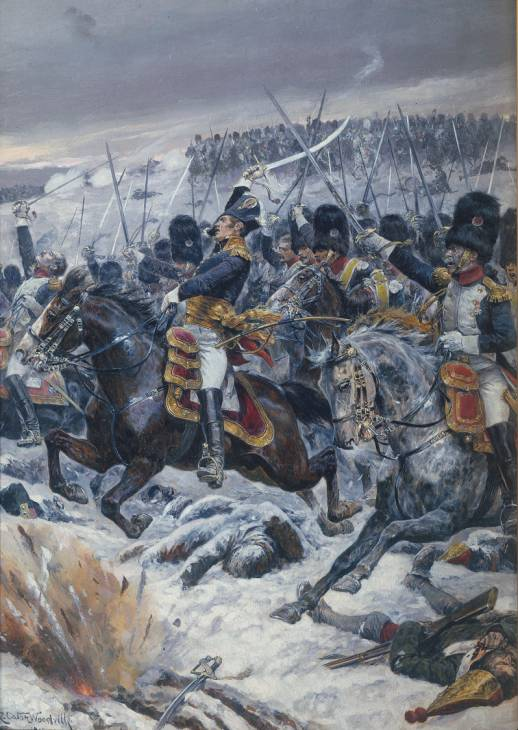
«Маршал Ней в битве при Прейсиш-Эйлау».